# Teräsbetoni
Teräsbetoni (с фин. — «Железобетон») — финская хеви-метал-группа, основанная в Тампере в 2002 году. Дебютный альбом Metallitotuus был выпущен в 2005 году. Стиль группы во многом напоминает ранний Manowar, сами музыканты определяют его как «Тамперский боевой метал».
Вокалист группы, Яркко Ахола, ранее также пел в группе Dreamtale.

## История

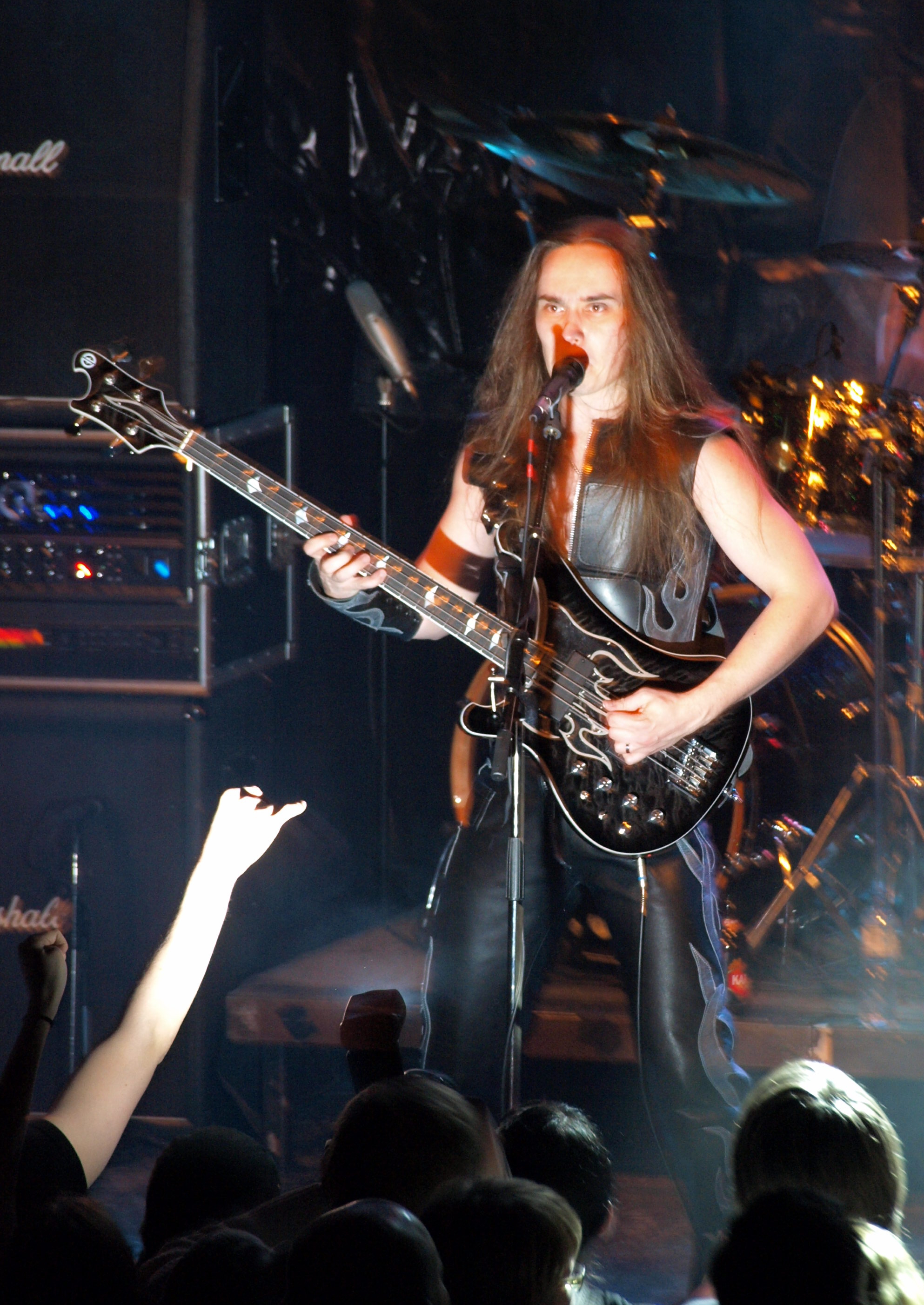
Вокалист и бас-гитарист Яркко Ахола

Яркко Ахола, Арто Ярвинен и Вильо Рантанен встретились в 2002 году и решили создать группу. Яри Куокканен присоединился в качестве временного барабанщика, однако позже он стал полноправным участником. Имя группы, Teräsbetoni, придумал гитарист Вильо Рантанен. В 2003 году группа опубликовала на своём сайте первые песни — «Teräsbetoni», «Teräksen varjo» (с фин. — «Стальная тень») и «Maljanne nostakaa» (с фин. — «Поднимем свои стаканы»).
В 2004 году Teräsbetoni провели свой первый концерт, после чего на официальном сайте появилась live-версия песни «Taivas lyö tulta». На первых концертах группа играла кавер-версии песен «Rainbow In The Dark» (Ронни Джеймс Дио) и «Metal Warriors» (Manowar). В конце года, Teräsbetoni подписали контракт с лейблом Warner Music Finland и 2 февраля 2005 года выпустили сингл «Taivas lyö tulta». В течение первой недели сингл поднялся на первую строчку финских чартов.
Запись альбома «Metallitotuus» началась в январе 2005 года, и 6 апреля 2005 года он был выпущен. Альбом занял вторую строчку финских чартов и продержался там 29 недель. «Metallitotuus» получил в Финляндии статус платинового — было продано более 30 тысяч копий — в год своего выпуска, став, таким образом, третьим по популярности «тяжёлым» альбомом Финляндии.
К группе появился интерес за рубежом, и сами Teräsbetoni были заинтересованы выступить за пределами Финляндии, поэтому в 2005 году группа приняла участие в фестивале Wacken Open Air.
В июне 2006 года был выпущен альбом «Vaadimme metallia» (с фин. — «Мы жаждем метала»). В день своего выпуска альбом получил статус золотого — было продано более 15 тысяч копий.
В 2008 году группа представляла Финляндию на конкурсе «Евровидение» с песней «Missä miehet ratsastaa», заняв 22 место.
19 марта 2008 года вышел третий по счёту альбом группы — «Myrskyntuoja».
Очередной альбом группы, «Maailma tarvitsee sankareita» («Мир нуждается в героях»), вышел 24 ноября 2010 года на лейбле Sakara Records. Однако, 20 августа 2011 года на официальном сайте группы появилось сообщение о приостановке творческой и концертной деятельности группы на неопределенный срок.
В 2012 году в рамках выпускаемой Warner Music Finland серии «Звёздная серия — 30 избранных» выпущен диск «Tahtisarja — 30 Suosikkia — Teräsbetoni», посвящённый творчеству группы.

## Состав
- Яркко Ахола — вокал, бас-гитара
- Арто Ярвинен — гитара, вокал
- Вильо Рантанен — гитара, бэк-вокал
- Яри Куокканен — ударные

## Временные участники
- Антто Туомайнен — ударные (Евровидение-2008)

## Дискография

### Альбомы
- Metallitotuus (2005)
- Vaadimme metallia (2006)
- Myrskyntuoja (2008)
- Maailma tarvitsee sankareita (2010)

### Синглы
- Taivas lyö tulta (2005)
- Orjatar (2005)
- Vahva kuin metalli (2005)
- Metallisydän (2005; продавался исключительно через Интернет)
- Älä mene metsään (2006)
- Viimeinen tuoppi (2006)
- Missä miehet ratsastaa (2008)